# Sint-Petrus en Pauluskerk (Reeuwijk)
De Sint-Petrus en Pauluskerk is een rooms-katholieke kerk aan de Dorpsweg 24 in Reeuwijk-Dorp in de Nederlandse provincie Zuid-Holland.
De kerk werd tussen 1889 en 1890 gebouwd. Architect Evert Margry ontwierp een driebeukige kruiskerk in neogotische stijl. Hij was ook verantwoordelijk voor het ontwerp van de pastorie. Het exterieur van de kerk is in oorspronkelijke staat bewaard gebleven. In de kerk staan nog de onderbouw van het hoofdaltaar uit 1890 en de preekstoel uit 1894, die ook door het bureau van Margry werden vervaardigd. Naast de kerk staat een Heilig Hartbeeld (1933) van Herman Walstra.
De Sint-Petrus en Pauluskerk is een rijksmonument. De kerk is tot op heden in gebruik bij de parochie "De goede Herder".

## Bron
- Beschrijving Rijksdienst voor het culturele erfgoed